# Județul Csongrád-Csanád
Csongrád-Csanád (în română Cion sau Cenad) este un județ din sudul Ungariei. Orașele cu prezență românească sunt Makó (RO: Macău) și Szeged (RO: Seghedin). Partea sa sud-estică face parte din regiunea istorică Banat.

## Municipii
- Szeged (în română: Seghedin)
- Hódmezővásárhely

## Orașe
(ordonate după populație, conform recensământului din 2001)
- Szentes (în română: Sântamăria)(31.082)
- Makó (în română: Macău) (25.619)
- Csongrád (în română: Ciongrad) (18.937)
- Sándorfalva (7887)
- Kistelek (7573)
- Mindszent (în română: Mindsenta)  (7382)
- Mórahalom (5550)

## Sate
| Algyő                        |  | Felgyő                                    |  | Öttömös      |
| Ambrózfalva                  |  | Ferencszállás                             |  | Pitvaros     |
| Apátfalva (în română:Patfal) |  | Forráskút                                 |  | Pusztamérges |
| Árpádhalom                   |  | Földeák                                   |  | Pusztaszer   |
| Ásotthalom                   |  | Királyhegyes                              |  | Röszke       |
| Baks                         |  | Kiszombor (în română:Zamborul Mic)        |  | Ruzsa        |
| Balástya                     |  | Klárafalva                                |  | Szatymaz     |
| Bordány                      |  | Kövegy                                    |  | Szegvár      |
| Csanádalberti                |  | Kübekháza                                 |  | Székkutas    |
| Csanádpalota                 |  | Magyarcsanád (în română:Cenadul Unguresc) |  | Tiszasziget  |
| Csánytelek                   |  | Maroslele                                 |  | Tömörkény    |
| Csengele                     |  | Mártély                                   |  | Újszentiván  |
| Derekegyház                  |  | Nagyér                                    |  | Üllés        |
| Deszk (în română:Deșc)       |  | Nagylak (în română:Nădlacul Unguresc)     |  | Zákányszék   |
| Domaszék                     |  | Nagymágocs                                |  | Zsombó       |
| Dóc                          |  | Nagytőke                                  |  |              |
| Eperjes                      |  | Óföldeák                                  |  |              |
| Fábiánsebestyén              |  | Ópusztaszer                               |  |              |